# Koninklijke De Heus

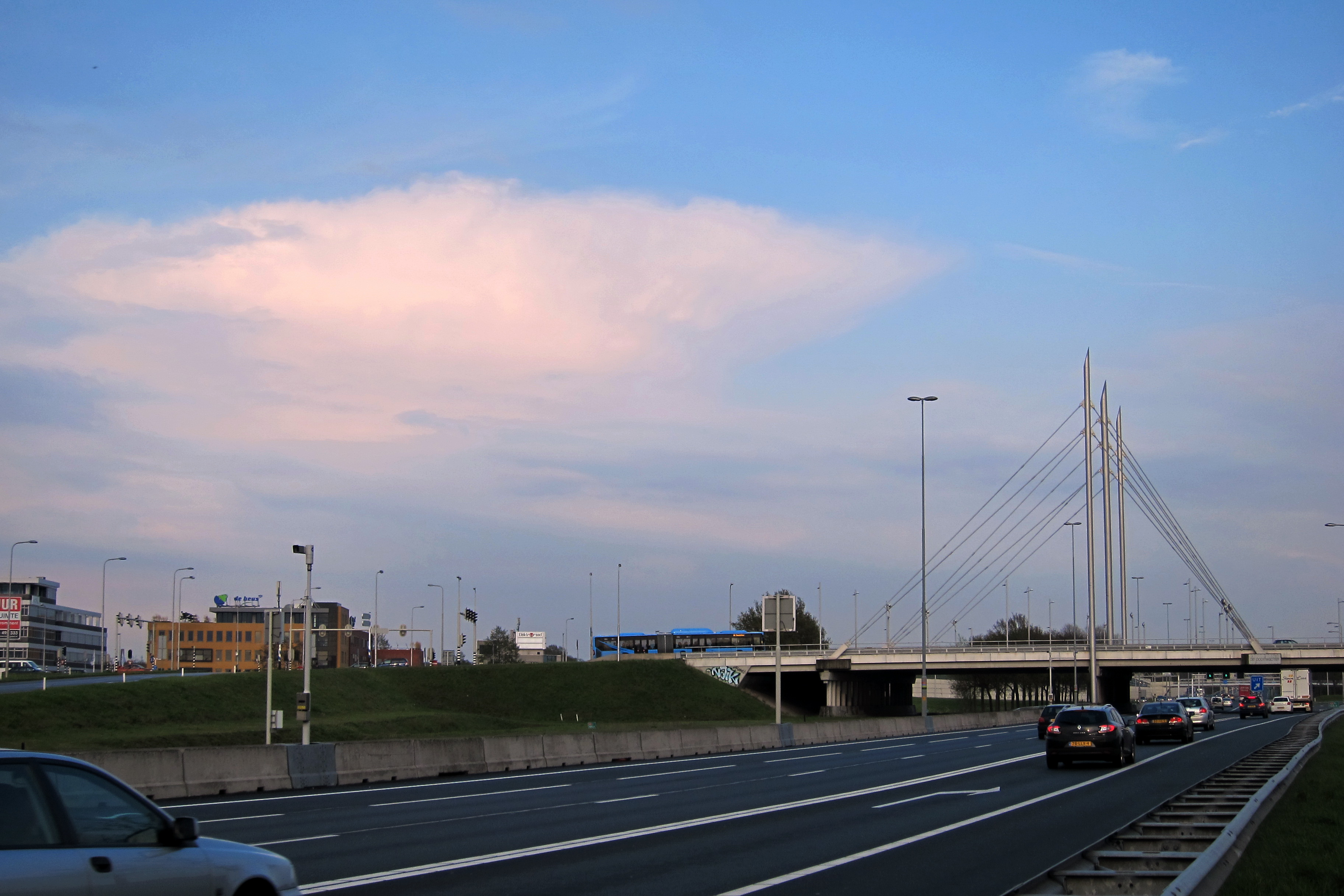
Hoofdkantoor van De Heus langs de A12 bij Ede

Koninklijke De Heus is een Nederlands diervoederconcern. Begonnen als molenaar in Barneveld is de onderneming uitgegroeid tot een van de grootste mengvoederfabrikanten van Nederland, en behoort het tot de top 15 van diervoederleveranciers ter wereld. De Heus levert wereldwijd oplossingen in alle nutritionele categorieën (compleet voer, concentraten, premixen, supplementen en additieven) voor alle grote diergroepen. Het familiebedrijf wordt sinds 2007 gerund door de vierde generatie. Het hoofdkantoor staat in Ede, Gelderland.

## Geschiedenis
Het bedrijf is zoals veel voerfabrikanten ontstaan uit de activiteiten van een molenaarsfamilie. Deze familie De Heus is afkomstig uit Wijk bij Duurstede. In 1786 bezat ze de zogeheten Molen van Ruisdael, afgebeeld op het schilderij De molen bij Wijk bij Duurstede van Jacob van Ruisdael. Het huidige bedrijf is in 1911 opgericht te Barneveld door Hendrik Antonie de Heus.
In het begin was De Heus een eenmansbedrijf. Maar in de loop van 20e eeuw vond een geleidelijke ontwikkeling plaats. In 1926 kwam een graanmalerij tot stand en werd de vierde werknemer verwelkomd. In 1937 volgde een omzetting in een vof. In 1951 telde De Heus zestien medewerkers. Sinds de jaren 70 van de 20e eeuw groeide het bedrijf snel. Aanvankelijk deels autonoom maar in 1970 nam het bijvoorbeeld pluimveebedrijf Plukovee te Renswoude over. In 1986 trad de derde generatie aan het roer van het familiebedrijf. Vanaf de jaren 90 ging het hard, met de overnames van Brokking (1997), Koudijs-Wouda (1998) en Sondag Voeders (2003). Na 1998 kocht de onderneming ook bedrijven die buiten Nederland zijn gevestigd op. Dit begon met de overname Koudijs-Wouda die al een exportafdeling en een fabriek had in Polen, Koudijs Pasze. Koudijs-Wouda was een dochteronderneming van Meneba. De Heus produceerde toen jaarlijks zo'n 900.000 ton en Koudijs-Wouda ongeveer 700.000 ton voer voor varkens, rundvee en kippen. De combinatie werd de op een na grootste producent van mengvoeder en alleen het beursgenoteerde Nutreco was iets groter. Na de integratie van de nieuwverworven bedrijven en de internationalisering krijgt de onderneming in 2006 de naam De Heus Voeders bv. Het jaar daarop namen de broers Co en Koen de directie over van vader Henk de Heus.
Bij gelegenheid van het 100-jarig jubileumfeest, in 2011, kreeg De Heus het predicaat ‘Koninklijk’. Het bedrijf telde toen 2000 werknemers met verkopen in 40 landen. In 2016 realiseerde het bedrijf een winst van € 121 miljoen op een omzet van € 2,6 miljard. In 2020 telde het bedrijf 7000 medewerkers en verkocht in 75 landen. De Heus is wereldwijd actief met activiteiten in andere Europese landen en in snelgroeiende landen in Azië en Afrika. In de top 100 van diervoeder producerende bedrijven staat De Heus op de 12e plaats.

## Activiteiten
Koninklijke De Heus B.V. is de officiële bedrijfsnaam en heeft zijn hoofdzetel in Ede en dat verschillende dochtermaatschappijen heeft. Een aantal van deze dochtermaatschappijen zijn: De Heus Koudijs Hima, Koudijs Feed en Koudijs Kapo. In Nederland opereert men onder de naam De Heus Voeders.
De Heus produceert wereldwijd mengvoeders, concentraten en premixen voor met name productiedieren. De Heus heeft bijna 50 productielocaties waarvan er acht in Nederland staan. In 2015 werkten er meer dan 4200 mensen bij de onderneming, waarvan 650 in Nederland. Buiten Nederland zijn er werkmaatschappijen in Polen, Oekraïne, Servië, Spanje, Portugal, Tsjechië, Egypte, Ethiopië, Ghana, Zuid-Afrika, Myanmar, Vietnam en Brazilië. In de Volksrepubliek China heeft De Heus in 2006 een minderheidsbelang van 15% gekocht in Wellhope Agri-Tech Co Ltd en is met dit bedrijf een strategische alliantie aangegaan. Daarnaast wordt geëxporteerd naar meer dan 50 landen.

## Productielocaties in Nederland
- Maasbracht, in 2012 overgenomen van Agrifirm.[7] De aankoop betekende dat de productielocatie in ’s-Hertogenbosch werd gesloten.
- Veghel, laboratorium en kantoor aan de Leeuwenhoeckweg op bedrijventerrein De Dubbelen, mengvoederfabriek aan de Huygensweg en Zuid-Willemsvaart.
- Ravenstein, een voormalige fabriek van Meulemans, gesticht in 1864 als korenmolen te Herpen, in 1873 voorzien van een stoommachine, in 1886 verplaatst naar Ravenstein, in 1904 voorzien van een motor. Geleidelijk ontwikkelde de maalderij zich tot mengvoederbedrijf. Later overgenomen door Koudijs Wouda.
- Meppel, Voormalige Wessanenfabriek welke later door Koudijs Wouda is overgenomen, aan de Oliemolenweg.
- Sneek, meelfabriek van het vroegere Wouda, tot 1977 aan de Koopmansgracht, daarna aan de Einsteinstraat.
- Nijkerk, fabriek van het vroegere Van de Bunt Rijnsburger, aan de Nijverheidsstraat.
- Utrecht Uraniumweg, voormalige Brokking-locatie.
- Andel Voormalige Bouman fabriek.
- Erp, voormalige fabriek van Sondag Voeders, werd in 2012 gesloten.
- 's-Hertogenbosch, voormalige Koudijs-Woudafabriek aan de Dieze, werd in 2013 gesloten. Hier werd 300 kton/jaar aan pluimveevoeders geproduceerd.